# マナン郡 (タイ)
座標: 北緯7度0分0秒 東経99度55分18秒 / 北緯7.00000度 東経99.92167度
マナン郡（マナンぐん）はタイ南部サトゥーン県の郡の一つ。

## 歴史
1996年7月15日クワンカーロン郡から2つのタムボンを分離して、分郡として新設された。
2007年5月15日政府が全国81分郡を郡に昇格させる決定を行い、マナン分郡も郡として昇格を果たした。8月24日に政府官報によって公布された。

## 地理
マナン郡は北から時計回りにトラン県パリエン郡、サトゥーン県クワンカーロン郡、ラグー郡、トゥンワー郡に接する。南西はアンダマン海に面する。

## 行政区分
マナン郡は2つのタムボンに分かれ、さらにその下位に18の村（ムーバーン）がある。郡内にはテーサバーンはない。それぞれのタムボンはタムボン行政体により行政が行われている。
| No. | 名                         | タイ語   | 村数 | 人口  |
| --- | -------------------------- | -------- | ---- | ----- |
| 1.  | タムボン・パームパッタナー | ปาล์มพัฒนา | 9    | 8,347 |
| 2.  | タムボン・ニコムパッタナー | นิคมพัฒนา  | 9    | 6,264 |

## 注脚
1. ↑  “ประกาศกระทรวงมหาดไทย เรื่อง แบ่งเขตท้องที่อำเภอควนกาหลง จังหวัดสตูล ตั้งเป็นกิ่งอำเภอมะนัง” (Thai). Royal Gazette 113 (Special 18 ง):  34. (June 26, 1996).
2. ↑  “แถลงผลการประชุม ครม. ประจำวันที่ 15 พ.ค. 2550” (Thai). Manager Online
3. ↑  “พระราชกฤษฎีกาตั้งอำเภอฆ้องชัย...และอำเภอเหล่าเสือโก้ก พ.ศ. ๒๕๕๐” (Thai). Royal Gazette 124 (46 ก):  14–21. (August 24, 2007).